# 寢肥

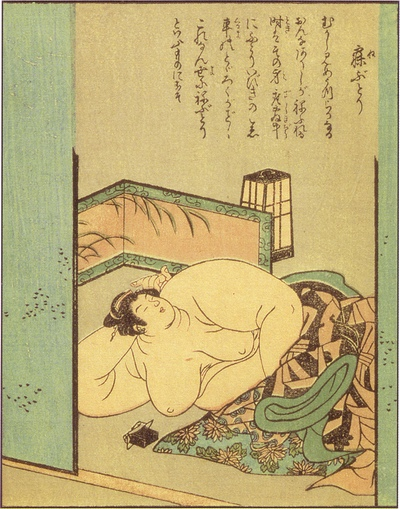
『絵本百物語』，「寢肥」，竹原春泉畫

寢肥（寢惚墮，寢ぶとり，ねぶとり）是日本妖怪的一種。正確來說其並非妖怪而是一種疾病。

## 特徴
平時是普通的女子，到了晚上上了床就會變成鼾聲大作的肥胖的女妖怪，也有人認為其是普通女子入夜被浣熊的靈附身的結果。
起源可能是指結婚後，連吃飯都懶得起床的自甘墮落的肥胖婦人，被丈夫羞辱為妖怪。 江戶時代的怪談集『絵本百物語』將其解釋為患了長睡不醒病症的女性。還有描述寫道，家裡只有十張榻榻米的位置，肥胖的婦人就佔了七張，其夫只能睡在剩下的三張榻榻米上。 。
其可能是為了告誡結婚後怠慢家事，懶惰的女人而被創造的妖怪。 青森縣和岩手縣將睡相很差的女人稱為「ねぶとり」（寢肥的日語發音）。妖怪研究家多田克己認為「寢肥」或「寢惚墮」是一種雙關語，『絵本百物語』中的寢肥既代表奧州的病名又影射了青森關於睡相的方言，而「寢惚墮」則是意為大腿腫瘤的「寢太（ねぶと）」和上述方言合成的。
上方落語橋段「阿玉牛」中有寢肥登場。男子夜襲名叫阿玉的美女，看到床上巨大的身軀驚道「阿玉居然是寢肥?」。實際上是阿玉的父親為了保護女兒，而讓牛代替阿玉臥於床上。 

## 腳註
1. ↑  村上健司編著『妖怪事典』 毎日新聞社、2000年、262頁。 ISBN 4-620-31428-5（ISBN 978-4-620-31428-0）。
2. 1 2  人文社編集部『諸國怪談奇談集成江戸諸國百物語東日本編』 人文社〈ものしりシリーズ〉、2005年、8頁。 ISBN 4-795-91955-0（ISBN 4-795-91955-6）。
3. ↑  多田克己編『竹原春泉絵本百物語-桃山人夜話-』 國書刊行會、1997年、129-130頁。 ISBN 4-336-03948-8（ISBN 978-4-336-03948-4）。